# مارك كليبرغ
مارككليبرغ (بالألمانية: Markkleeberg) هي بلدة ألمانية و بلدة كبيرة ‏ تقع في ألمانيا في ساكسونيا.  يقدر عدد سكانها بـ 24,030 نسمة .

## المدن التوأمة
مدن Zărnești، Pierre-Bénite، بوفيل ارنيكا، نويزيس و همينغن (نيدرزاكسن) هي مدن توأمة لـمارككليبرغ.

## معرض صور

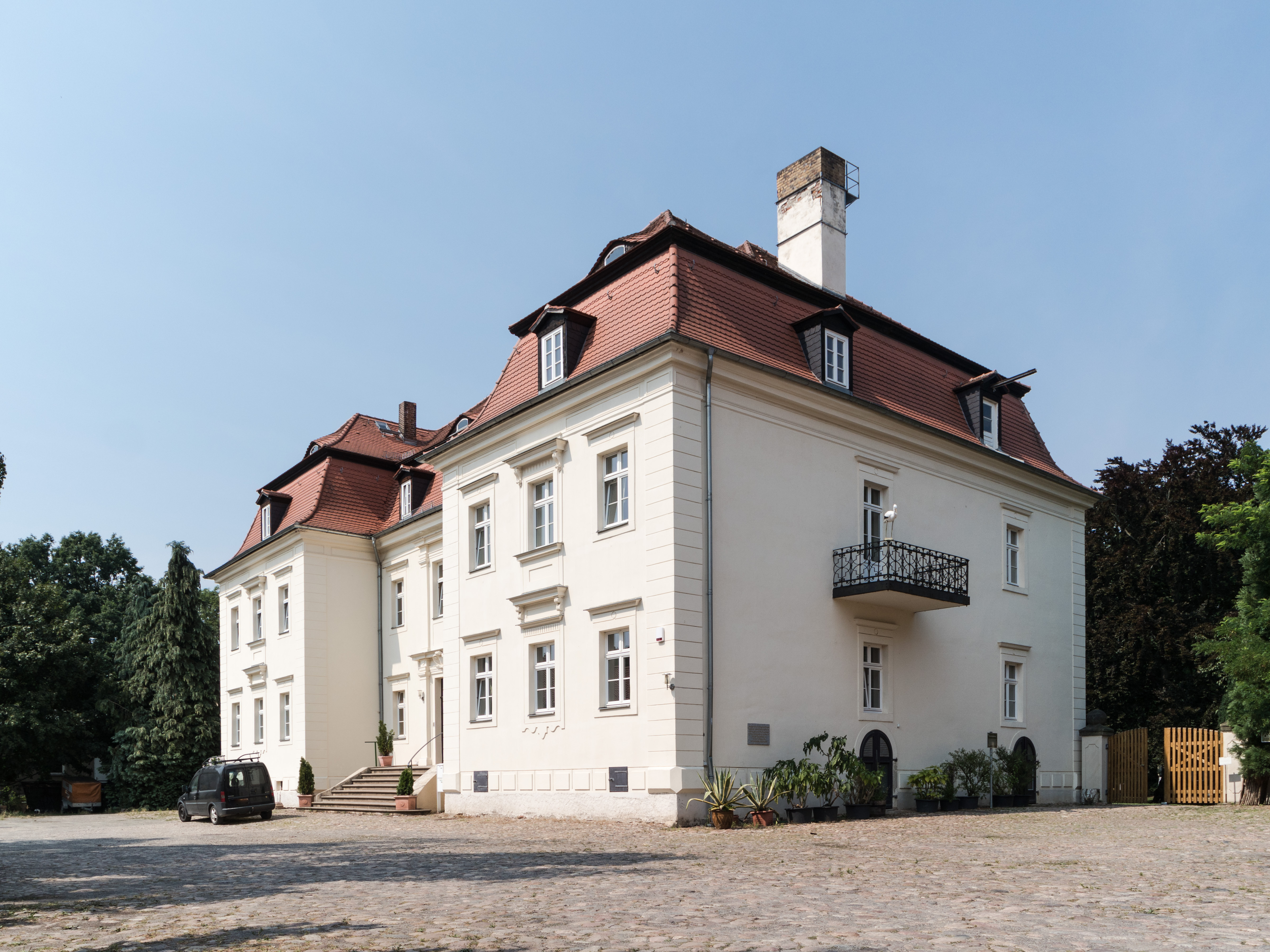
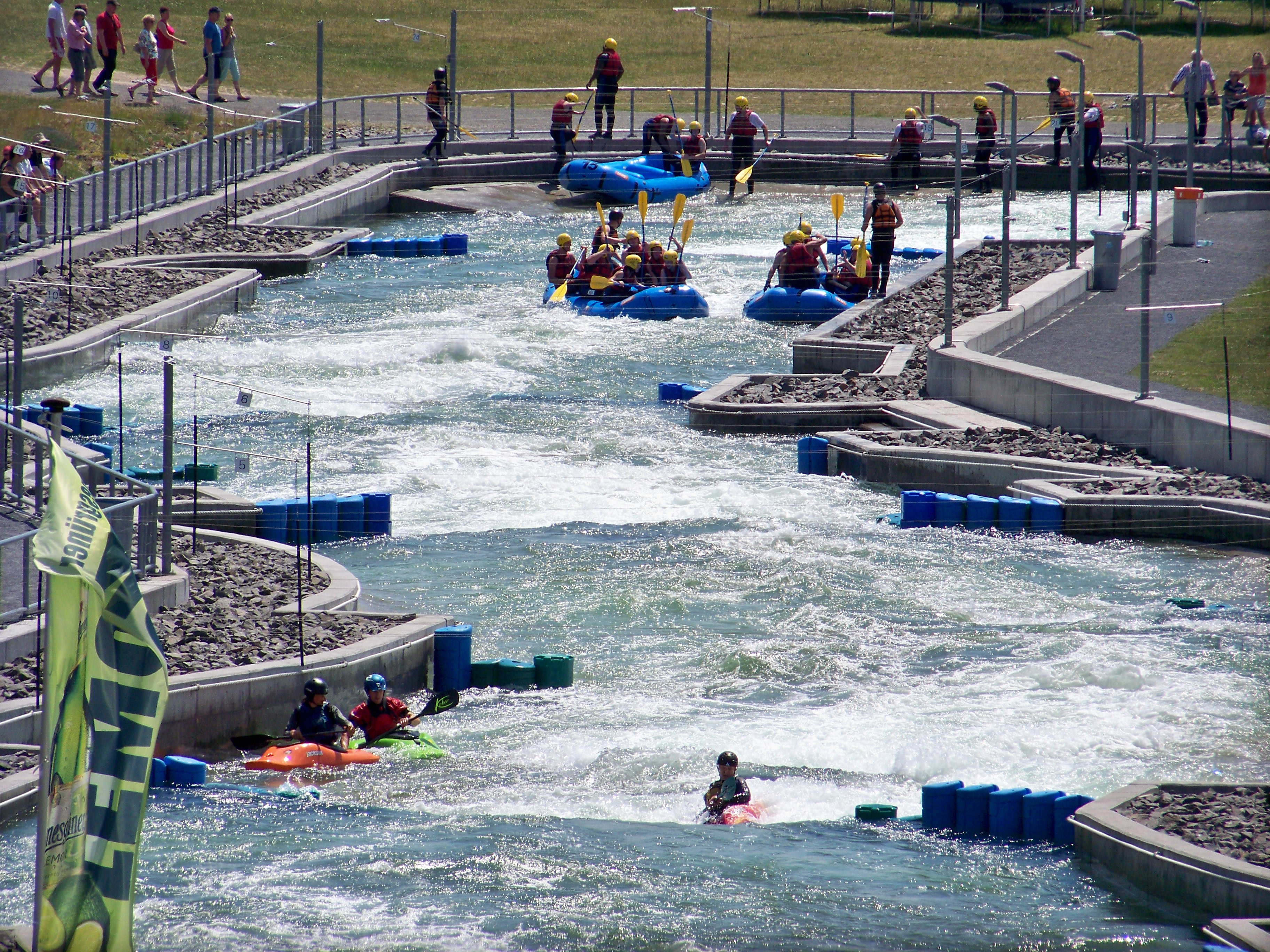
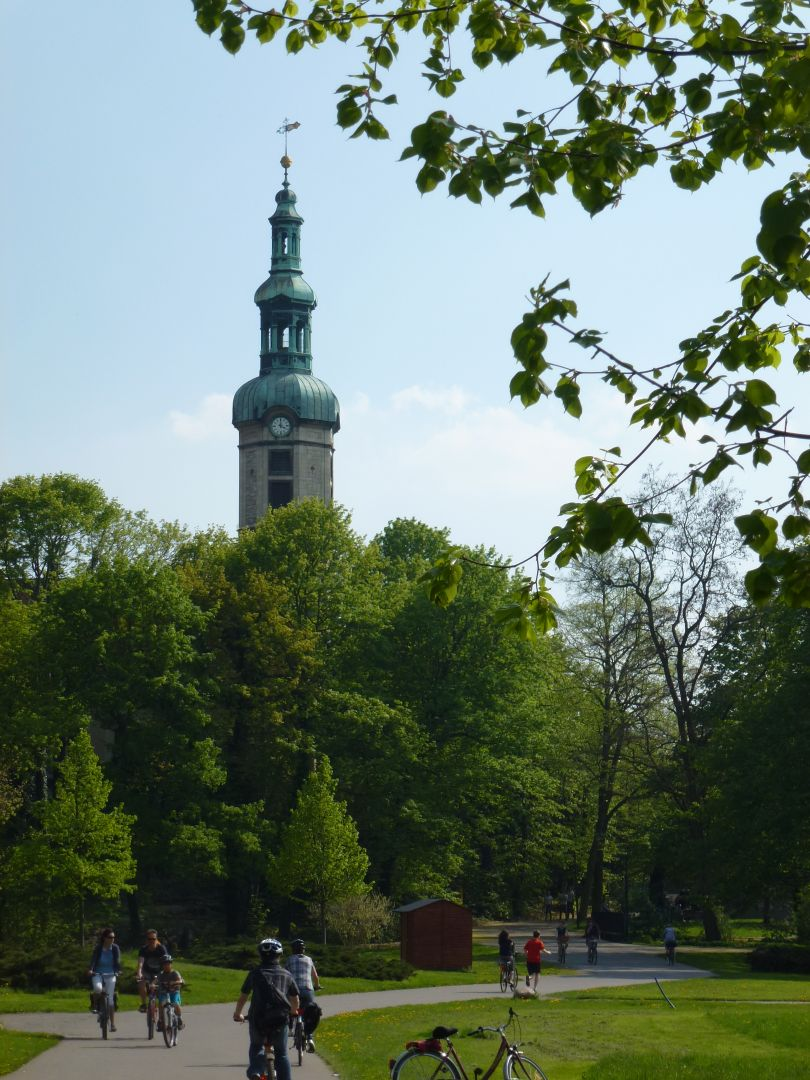
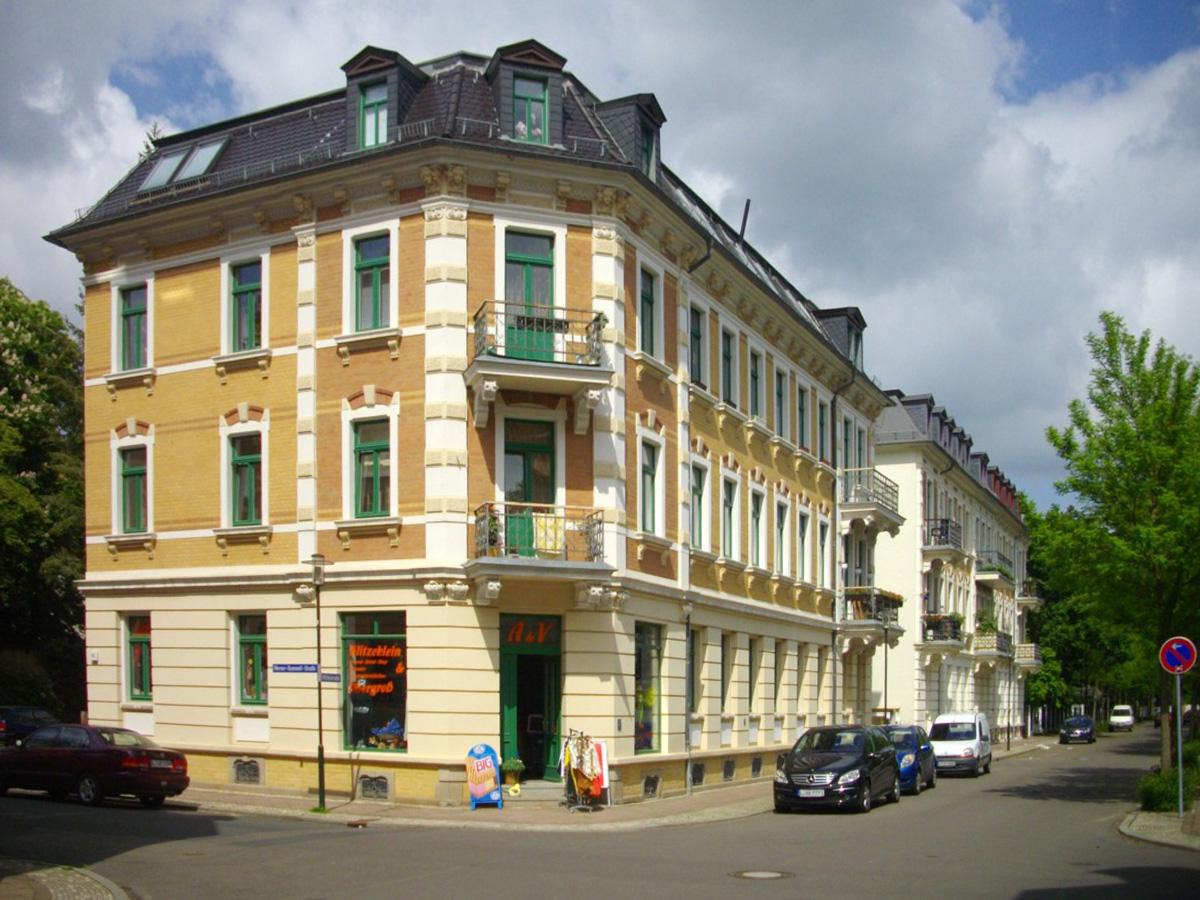
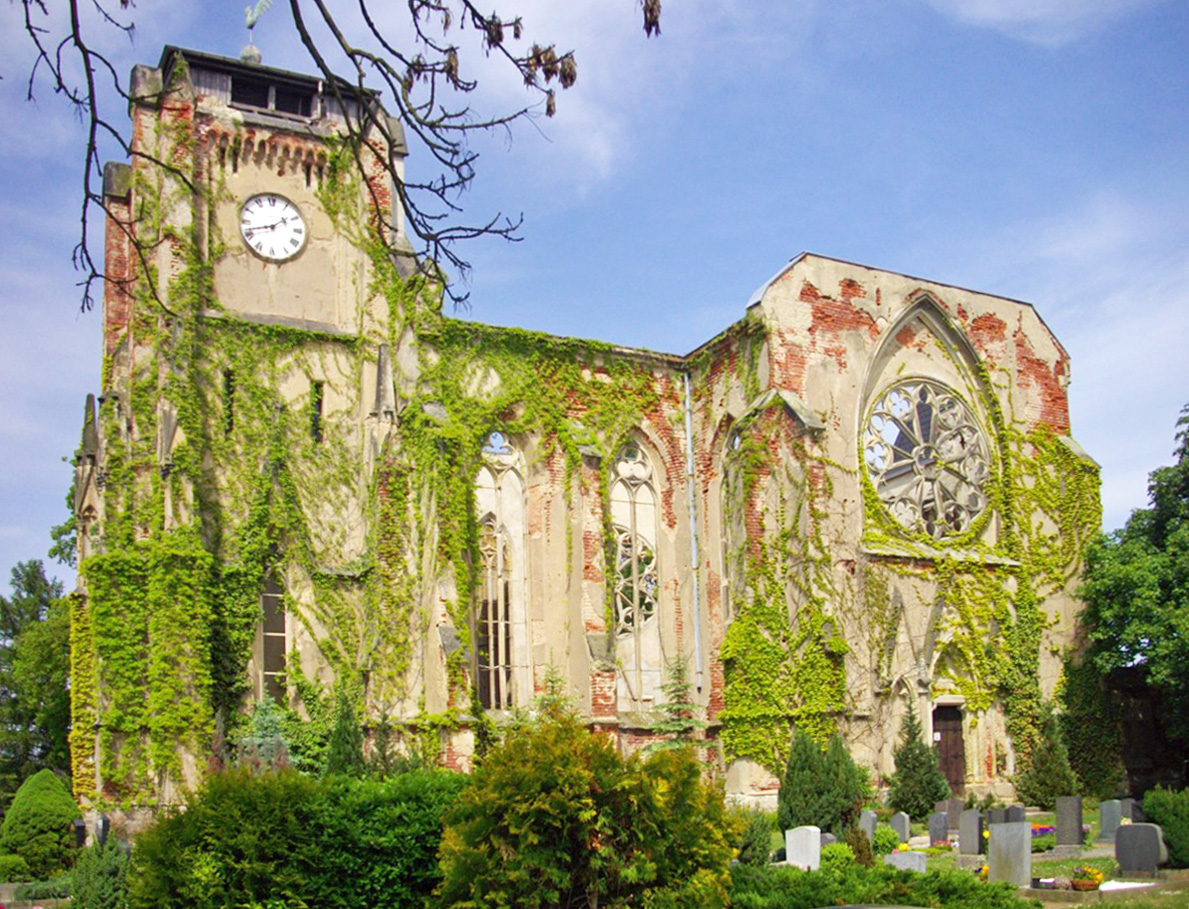
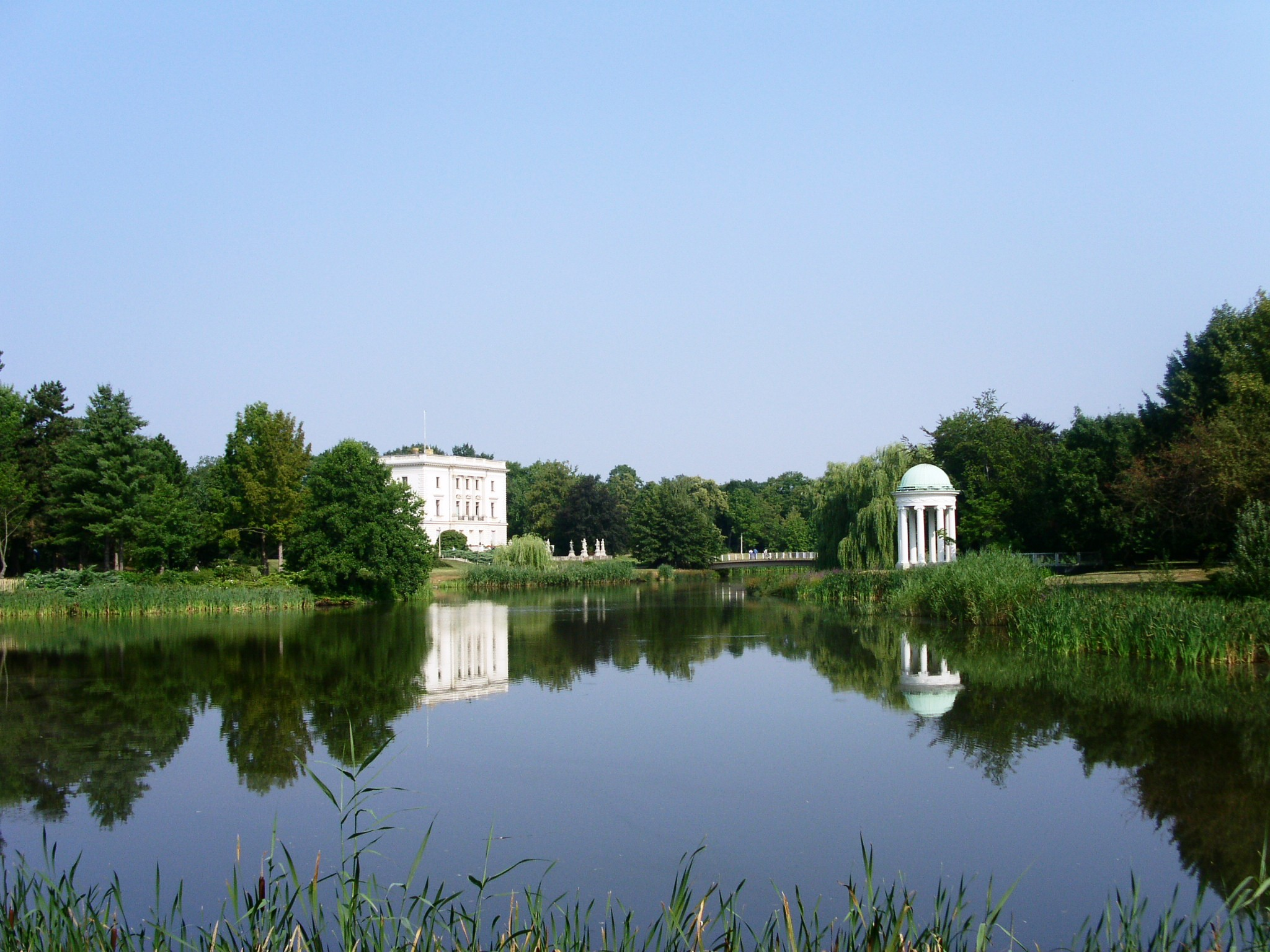

## أعلام
- روبرت فورستر
- أدولف فاغنر